# Bandiera del Baden-Württemberg
La bandiera del Baden-Württemberg, uno stato federale tedesco, ha tre varianti. La bandiera civile (Landesflagge) ha un disegno, mentre la bandiera statale (Landesdienstflagge) ne ha due. Tutte e tre le bandiere sono bicolore nero su oro, mentre la bandiera statale presenta una delle due varianti dello stemma statale al centro della bandiera. La bandiera, pur essendo identica, non ha alcun simbolismo o relazione con la bandiera dell'Impero austriaco.

## Storia
La bandiera del Baden-Württemberg fu creata nel 1952, dopo la fusione degli ex stati tedeschi di Baden, Württemberg-Baden e Württemberg-Hohenzollern, divisi a causa delle diverse forze di occupazione dopo la Seconda Guerra Mondiale. Storicamente, lo stato del Baden meridionale utilizzava una bandiera tricolore orizzontale giallo-rosso-giallo. Lo stato del Württemberg-Hohenzollern utilizzava una bandiera bicolore orizzontale nero-rosso. I colori scelti furono il nero e l'oro e sono definiti nella Costituzione dello stato del Baden-Württemberg, adottata l'11 novembre 1953.

Elettorato del Palatinato
Armata contadina
Elettorato del Palatinato - Bandiera di guerra (1604)
Elettorato di Baden (1803–1806)
Elettorato di Baden (1848–1862)
Elettorato di Baden (1862–1871)
Elettorato di Baden (1871–1891)
Granducato di Baden and Repubblica di Baden (1891–1918)
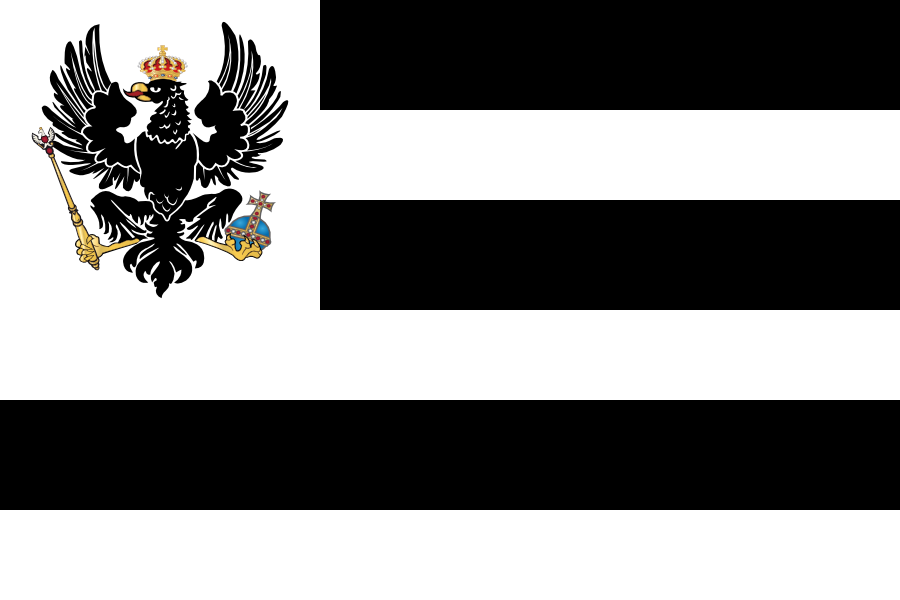
Hohenzollern-Sigmaringen (1576–1850)
Provincia di Hohenzollern (1850–1946)
Principato di Leyen (1806–1813)
Ducato del Württemberg (1495–1803)
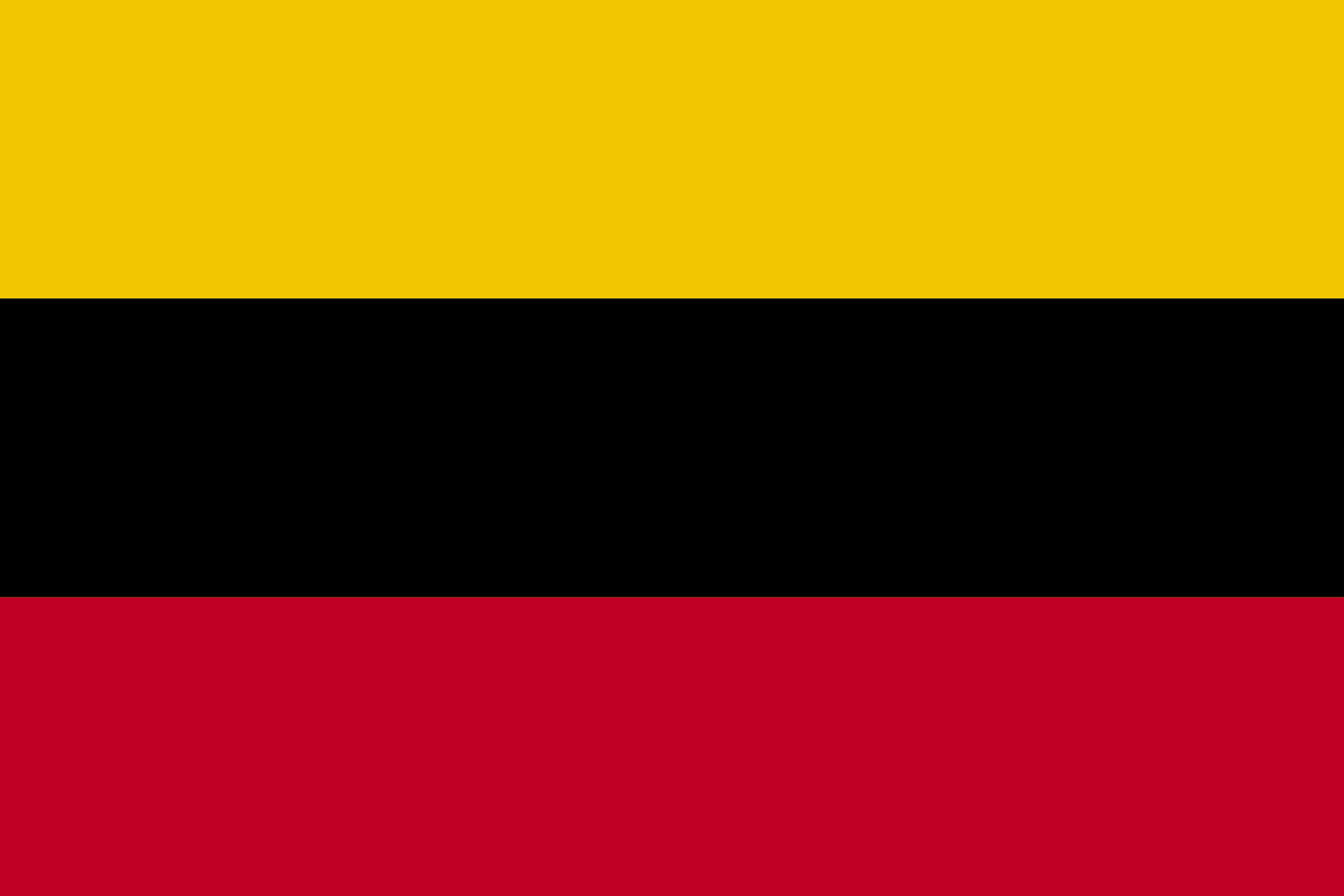
Elettorato del Württemberg, Regno di Württemberg (1803–1816)
Regno di Württemberg, Stato libero popolare del Württemberg and Württemberg-Hohenzollern (1817–1952)
Württemberg-Baden (1945–1952)
Bandiera del Royal Yacht Club del Württemberg a Friedrichshafen (1913–1918)